# 瞿秋白
瞿 秋白（く しゅうはく）は、中華民国初期の革命家・散文作家・文学評論家。中国共産党の初期最高指導者の一人である。またの名は双（あるいは霜、爽）。号は熊伯（あるいは雄魄）。弟は瞿昀白・瞿景白・瞿堅白。

## 生涯

### 出自
瞿秋白の祖籍は江蘇省常州府宜興県で、1899年1月29日に江蘇省常州府武進県城内で生まれた。瞿氏一族は代々官職に就いており、瞿賡甫（瞿秋白の祖父の瞿貞甫の弟）は湖北布政使を務めていた。瞿秋白は父の瞿世瑋の長男であったが、瞿世瑋は経済能力に欠けていた。1903年に瞿賡甫が死去すると瞿家は没落を始め、瞿世瑋の一家は住処を追われてしまった。
瞿秋白は1904年、5歳の時に私塾に入学し、翌1905年に小学へ、1909年に中学に入学した。辛亥革命後、瞿世瑋の兄の瞿世琥が官職を退いたことにより瞿世瑋一家への援助が止まり、一家はますます困窮した。瞿秋白も学費滞納のため転学を余儀なくされた。父の瞿世瑋が家族を置いて家を出てしまっていた中で、瞿秋白の母は生活苦のため1916年に自殺した。瞿秋白はその後、母方のおじの妻の援助を得て、漢口にいた従兄の瞿純白の家に寄宿し、武昌外国語学校にて英語を学習した。

### ロシア文学生
1917年の春、瞿純白が外交部に就職するのに伴い、瞿秋白も北京に上京した。瞿秋白は普通文官試験を受験したが合格せず、代わりに外交部が運営していたロシア語専修館に学費免除合格し、ロシア語を学んだ。
1919年5月4日、瞿秋白は五四運動に参加し、李大釗・張嵩年が主催したマルクス主義研究会に加入した。8月に中南海総統府前で行われた「馬良禍魯」（軍閥の馬良が任地の山東省で政治弾圧を行った事件）への抗議デモに参加し、逮捕される。ただしすぐに釈放された。

### モスクワ時代
1920年8月、瞿秋白は北京の『晨報』と上海の『時事新報』から特約通信員として雇われ、モスクワに赴任した。その地で旅行記を執筆し、後にこれをまとめた『餓郷紀程』『赤都心史』は広く影響を与えた。
1921年秋、東方大学が中国班を開設する。瞿秋白は当時のモスクワでは数少ない通訳であったことから東方大学の翻訳と助教となった。1922年、1月から2月にかけてにコミンテルンが開催した極東諸民族大会に参加。この年、モスクワにて同郷の張太雷の紹介を経て中国共産党に加入した。同年末、陳独秀が中国共産党代表としてモスクワに来た際には通訳を務めた。

### 上海にて
陳独秀がソビエトロシアから帰国する際、陳独秀は瞿秋白に対し帰国を勧めた。そのため瞿秋白も陳独秀と共に北京へと戻った。1923年夏、于右任と鄧中夏が上海大学を開設した際、瞿秋白は教務長兼社会学系主任となった。同時に中国共産党の宣伝業務を兼ね、『新青年』などの編集を担当した。
1924年に国民党が改組されると瞿秋白は国民党第一届大会に出席した。また上海と広州を往復しつつ翻訳業を務め、国民党の業務に関わった。
1925年1月から瞿秋白は中国共産党の第4、5、6次全国代表大会にて中央委員や（第4次）や、中央政治局委員（第5次）等に選出され、共産党指導者の一人となった。

### 中共の指導者
1927年4月の上海クーデターにより第一次国共合作が崩壊する中、同年7月12日に陳独秀は職務を停止させられ、張国燾が代理として共産党中央の責任者となった。中国共産党が武漢国民政府とも決別した後の8月7日、新任の第三インターナショナル中国担当のルミナス（Besso Lominadze）とHeinz Neumannにより、八七会議が漢口の日本租界で開催され、陳独秀は正式に罷免された。そして第三インターナショナルの支持を受けて瞿秋白が臨時中央政治局常務委員兼中央指導者に任命された。陳独秀の後を襲い、中国共産党の3人目の最高指導者となったのである。瞿秋白の指導方式は強引な陳独秀のやり方とは異なり、一般的な政治主張を発表するに留まり、党組織と軍事方面では全く権力を振るわなかった。瞿秋白が中央政治局の責任者であった期間（1927年8月から1928年5月）では何度も蜂起（南昌起義・秋収起義など）が行われたが、全て失敗した。
1928年4月、瞿秋白はソ連に向かい、5月にモスクワに到着。6月、瞿秋白はモスクワ郊外にて中国共産党六大に出席した。そこで陳独秀の「右傾妄動主義」とともに、瞿秋白は蜂起失敗の責任を問われ「左傾妄動主義」と批判された。その後もモスクワに留まり、中共の在第三インターナショナル代表団団長を2年にわたり務めた。その間、中国における事実上の中共指導者は李立三と向忠発であった。
1930年7月、瞿秋白は調和的主義な立場を取っていたことを現地の党幹部から「機会主義」「異分子を庇った」として批判され、中共の駐モスクワ代表を罷免された。8月中旬に妻子と共に上海に戻った瞿秋白は、9月に開かれた六届三中全会にて李立三路線を批判した。しかし批判は不徹底なまま終わった。そのため翌1931年1月に上海で開かれた六届四中全会では、逆に瞿秋白が中央指導者の職務を解かれてしまい、中共指導者としては失脚してしまった。

### 上海での文学運動
肺結核を病んだ瞿秋白は上海にて療養する一方で、文芸活動や翻訳に従事し、茅盾・魯迅と交流した。瞿秋白と魯迅の間には深い交流があった。2人は1930年代に上海にて左聯文学運動を行い、瞿秋白は胡適ら「新月派」、杜衡ら「第三種人」、胡秋原ら「自由人」、黄震遐ら「民族主義文学」を批判した。魯迅はまた、瞿秋白を何度か自宅に匿っている。瞿秋白も『魯迅雑感選集』を自ら編集して序言を書き、また魯迅に対して「人生得一知己足矣 斯世当以同懐視之」の句を送って恩に応えた。後に瞿秋白が逃亡中に逮捕された際、魯迅は彼を救おうと努めたが果たせず、瞿秋白の処刑後に瞿秋白の遺稿である『海上述林』を編集した。

### 最期
1934年1月、瞿秋白は上海に留まることができなくなり、共産党ソビエト区の本拠の瑞金に入った。そこでは人民教育委員やソビエト大学校長といった閑職を務めた。紅軍の長征出発の際、瞿秋白は病気のため同行しなかった。1935年2月24日、瞿秋白は香港に逃れる途中で、福建省長汀県水口郷梅逕村（現在の濯田鎮）にて国民政府軍第三十六帥に逮捕された。そして6月18日、長汀の中山公園にて銃殺刑に処された。拘留中に瞿秋白は『多余的話』を記し、文化人として政治に関わった心境を書き残している。

## 文学方面
瞿秋白は多くのロシア語の文学や政治著作を翻訳した。1923年にはインターナショナルの歌を中国語に翻訳している。瞿秋白は政治に参加して排斥、零落、犠牲という運命をたどった悲劇の文人として捉えられる。その曲折した心境は処刑直前に記された『多余的話』にて率直に表された。秋白は自分のような半人前の文人が政治に関わり、あまつさえ中国共産党の指導者となったことは完全なる「歴史的誤会」であったと述べている。

## 死後
1945年4月20日、毛沢東が主催した中共六届七中全会にて「若干の歴史問題についての決議」が通過し、瞿秋白は1927年11月～1928年4月に左傾妄動主義路線を取ったと批判された。1955年、瞿秋白は北京八宝山の烈士公墓に埋葬されたが、その後に文化大革命にて毛沢東から裏切り者と批判されたため、墓地が紅衛兵に荒らされた。1980年10月に名誉回復。